# Ngũ phương thượng đế
Ngũ phương thượng đế trong Đạo Giáo là 5 vị thần cai quản 5 phương hướng (Đông, Tây, Nam, Bắc và Trung) trên mặt đất. Ngoài ra mỗi người còn đại diện cho một màu sắc (Xanh, Trắng, Đỏ, Đen và Vàng) và một ngôi sao (Mộc, Kim, Hỏa, Thủy và Thổ) nhất định. Ngũ phương thượng đế có nhiều điểm giống với Tứ Tượng.
Ngũ phương thượng đế còn có các tên gọi khác là Ngũ Lão, Ngũ Thần Tiên, Ngũ Thiên Đế

## Danh sách Ngũ phương thượng đế

### Hoàng Đế (黄帝)
Tên là Hiên Viên (轩辕), là vị thần của màu vàng (Hoàng), đất (Thổ) ở chính giữa (Trung). Vua chúa Trung Hoa tự coi mình sống ở vùng đất trung tâm (Trung Thổ) nên coi màu vàng tượng trưng cho bậc đế vương. Hiểu nôm na "Hoàng Đế" là "Vua Vàng", khác với Hoàng (皇) trong Hoàng đế, là danh xưng của các quân chủ kể từ thời nhà Tần

### Thanh Đế (青帝)
Tên là Thái Hạo (太昊) Là vị thần của màu xanh (Thanh), cây cỏ (Mộc), mùa xuân ở phương đông (Đông), ứng với Thanh Long trong Tứ Tượng.

### Hắc Đế (黑帝)
Tên là Chuyên Húc (颛顼) là vị thần của màu đen (Hắc), nước (Thủy), mùa đông ở phương bắc (Bắc), ứng với Huyền Vũ trong Tứ Tượng.

### Xích Đế (赤帝)
Tên là Thần Nông (神农) là vị thần của màu đỏ (Xích), lửa (Hỏa), mùa hè ở phương Nam (Nam), ứng với Chu tước trong Tứ Tượng. Xích đại đế đại diện cho Lửa nên còn gọi là Viêm đế.

### Bạch Đế (白帝)
Tên là Thiếu Hạo (少昊), là vị thần của màu trắng (Bạch), kim loại (Kim), mùa thu ở phương Tây (Tây), ứng với Bạch Hổ trong Tứ Tượng.

## Hoàng Đế, Xích Đế (Viêm Đế) và thần thoại Trung Quốc, Việt Nam
Trong thần thoại Trung Hoa, ban đầu Hoàng đế và Xích đế (Viêm đế) từng liên minh để chống lại Xi Vưu. Nhưng sau khi chiến thắng Xi Vưu thì họ lại xảy ra xung đột, hai bên đánh nhau một trận ở Phản Tuyền, Viêm Đế thất bại. Từ đó Hoàng Đế trở thành thủ lĩnh của liên minh bộ lạc các vùng Trung Nguyên.
Theo Đại Việt sử ký toàn thư, Viêm Đế có cháu ba đời là Đế Minh (chữ Hán: 帝明). Theo Đại Việt Sử ký Toàn thư, Đế Minh là cha của đế Nghi, sau này nhân đi tuần phương nam, đến Ngũ Lĩnh lấy con gái Vụ Tiên, sinh ra Lộc Tục (Kinh Dương Vương). Đế Minh thấy Lộc Tục thông minh lanh lợi định truyền ngôi cho nhưng Lộc Tục không chịu nên ông đã chia đất nước làm 2 phần lấy sông Dương Tử làm giới tuyến, phía bắc giao cho đế Nghi còn phía nam giao cho Lộc Tục gọi là nước Xích Quỷ, được xem là quốc hiệu đầu tiên của nước Việt vào đầu thời đại Hồng Bàng.